# Verzoeking van de heilige Antonius (Madrid)
De verzoeking van de heilige Antonius is een schilderij van de Zuid-Nederlandse schilder Jheronimus Bosch (of een navolger) in het Museo del Prado in Madrid.

## Voorstelling
Het stelt de heilige Antonius voor, die, zittend in een holle boom, in een staat van meditatie lijkt te zijn. Hij draagt het habijt van de Orde van Sint-Antonius met daarop het Tau- of Sint-Antoniuskruis en aan zijn gordel hangt een gebedenboek. Naast hem ligt zijn symbool, een varken met een bel in het oor. Hij wordt benaderd door een aantal vreemd uitziende demonen, die op het punt lijken te staan hem te lijf te gaan. In de achtergrond zijn de woning en de kapel van de heilige afgebeeld, herkenbaar aan het Antoniuskruis op de poort. Ook deze worden door monsters bedreigd. In tegenstelling tot het Antonius-drieluik in Lissabon van Bosch, dat hetzelfde onderwerp bevat, zien de demonen er op dit werk vrij ongevaarlijk, haast aandoenlijk, uit. Mogelijk zijn ze hier dan ook als karikatuur bedoeld.

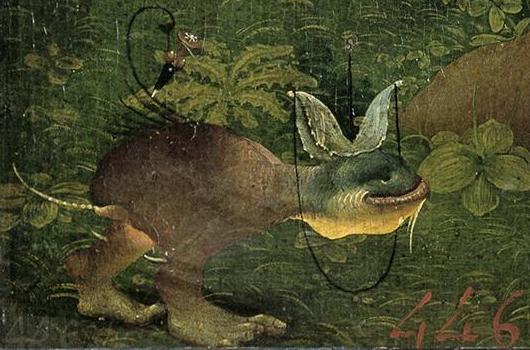
Detail.

De opbouw van het landschap wordt vergeleken met dat van het Driekoningen-drieluik, eveneens in het Prado. Bosch-auteur Ludwig von Baldass gaat ervan uit dat de schilder hier beïnvloed is geweest door Geertgen tot Sint Jans.

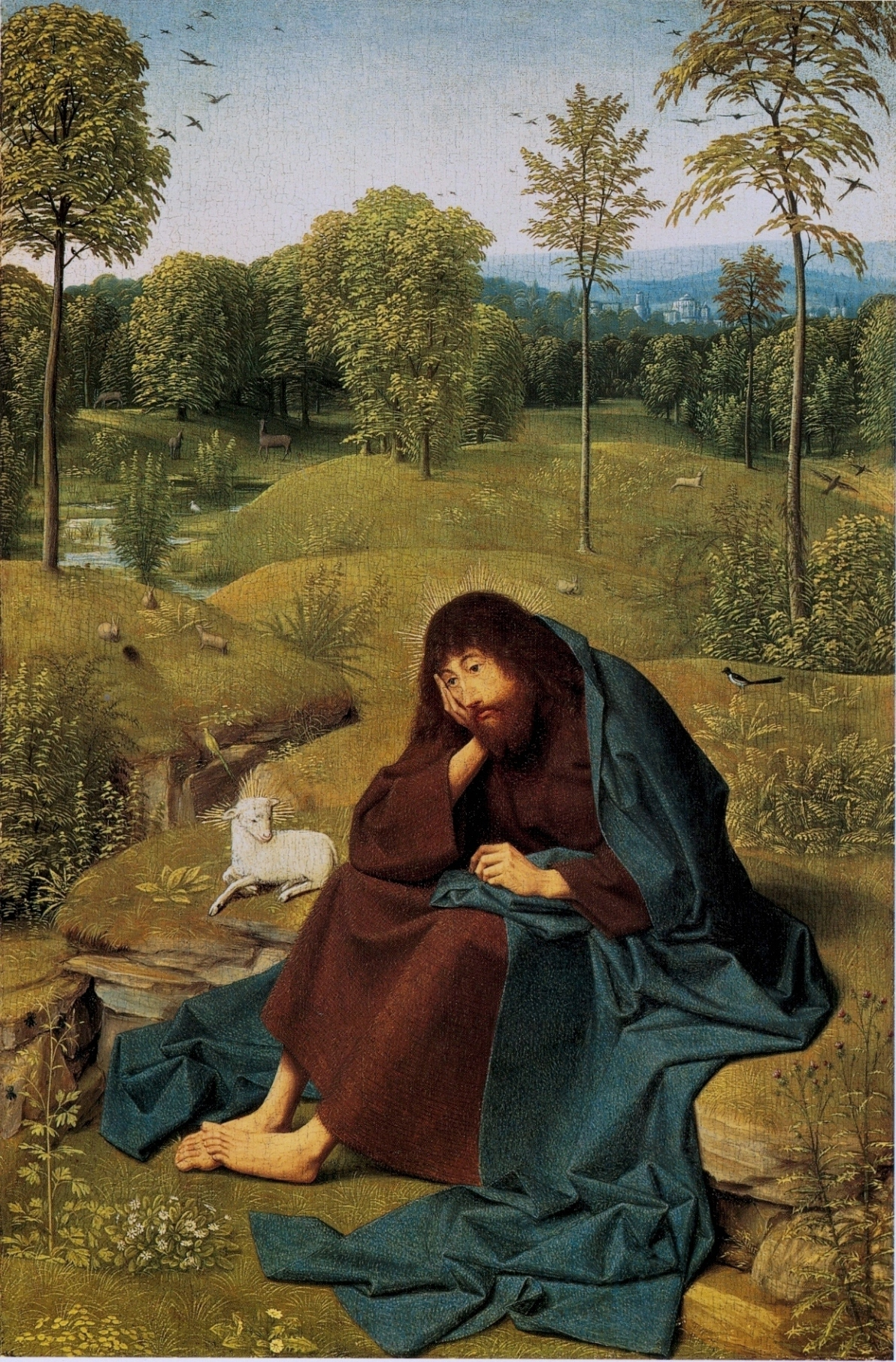
Geertgen tot Sint Jans. De heilige Johannes de Doper in de wildernis. 1475-1495. Berlijn, Gemäldegalerie.

## Toeschrijving en datering
De verzoeking van de heilige Antonius werd door de kunsthistoricus Max Friedländer aan Bosch toegeschreven. Uit Dendrochronologisch onderzoek is gebleken dat het werk op zijn vroegst al omstreeks 1468 kan zijn ontstaan. Het zou dus een jeugdwerk van Bosch kunnen zijn. Alle auteurs zijn het er echter over eens dat het hier gaat om een werk uit Bosch' laatste jaren, volgens Jacques Combe zijn allerlaatste werk. De schilderwijze, de monsters, de heilige Antonius zelf en de algehele compositie komen echter niet overeen met werken die tegenwoordig als authentieke werken van Bosch bekendstaan. Men houdt er tegenwoordig dan ook rekening mee dat het door een navolger van Bosch geschilderd is. Het Bosch Research and Conservation project maakte in 2016 bekend dat zij ervan uitgaan dat het door een navolger van Bosch is geschilderd. Het Prado trok vervolgens het werk terug voor de tentoonstelling van werken van Bosch in het Noordbrabants Museum.

## Herkomst
Het werk maakte mogelijk deel uit van de verzameling schilderijen die Philips II van Spanje in 1574 naar het Escorial liet overbrengen. In 1912 wordt het voor het eerst in het Prado gesignaleerd.